# Harry Broos
Harry Broos (Países Bajos, 25 de mayo de 1898-16 de julio de 1954) fue un atleta neerlandés, especialista en la prueba de 4 x 100 m en la que llegó a ser medallista de bronce olímpico en 1924.

## Carrera deportiva
En los JJ. OO. de París 1924 ganó la medalla de bronce en los relevos 4 x 100 metros, con un tiempo de 41.8 segundos, llegando a meta tras Estados Unidos (oro) y Reino Unido (plata), siendo sus compañeros de equipo: Jaap Boot, Jan de Vries y Rinus van den Berge.